# Старотураевский сельсовет
Старотураевский сельсовет — муниципальное образование в Ермекеевском районе Башкортостана.

## История
Согласно «Закону о границах, статусе и административных центрах муниципальных образований в Республике Башкортостан» имеет статус сельского поселения.

## Население
| 2002 | 2009  | 2010  | 2012 | 2013 | 2014 | 2015 |
| ---- | ----- | ----- | ---- | ---- | ---- | ---- |
| 891  | ↗1019 | ↘1001 | ↘959 | ↘936 | ↘914 | ↗919 |
| 2016 | 2017  |       |      |      |      |      |
| ↘905 | ↘903  |       |      |      |      |      |

## Состав сельского поселения
| № | Населённый пункт | Тип населённого пункта       | Население |
| - | ---------------- | ---------------------------- | --------- |
| 1 | Старотураево     | село, административный центр | ↗771      |
| 2 | Абдулово         | село                         | ↘230      |